# داکنیسا
داکنیسا (به لاتین: Daknisa) یک منطقهٔ مسکونی در روسیه است که در شهرستان کایتاگسکی واقع شده‌است.